# Американське помологічне товариство
Американське помологічне товариство (англ. American Pomological Society) — найстарша та найбільша організація помологів у Північній Америці.

## Історія
Товариство засновано Маршаллом Пінкні Вайлдером у 1848 році, для сприяти дослідженню та вирощуванню плодових і ягідних сортів рослин.
Організації видає свій часопис «Журнал Американського помологічного товариства». Цей часопис раніше видавався під назвою «Журнал фруктових сортів». Товариство також публікує «Реєстр сортів фруктів та горіхів» у співпраці з Американським товариством садівництва. 

## Премії та нагороди
Американське помологічне товариство має свою нагороду — Медаль Вайлдера, яка була заснована у 1873 році, та вручається щороку особам чи організаціям, які зробили значний внесок у помології.
Також товариство заснувало «Премія Шепарда», яка вручається з 1961 року за найкращу науково-дослідну працю, що публікується щороку в «Журналі Американського помологічного товариства» .

## Відомі члени товариства
- Гелен Вікрой Остін[en]
- Кетрін Гейс Бейлі[en]
- Патрік Баррі[en]
- Чарльз Бенедикт Кальверт
- Джордж М. Дарров[en]
- Альберт Еттер[en]
- Томас Міган
- Флойд Зайґер